# Блу-Даймонд (Невада)
Блу-Даймонд (англ. Blue Diamond) — переписна місцевість (CDP) в США, в окрузі Кларк штату Невада. Населення — 268 осіб (2020).

## Географія
Блу-Даймонд розташований за координатами 36°2′24″ пн. ш. 115°24′46″ зх. д. / 36.04000° пн. ш. 115.41278° зх. д. (36.039951, -115.412801).  За даними Бюро перепису населення США в 2010 році переписна місцевість мала площу 18,69 км², уся площа — суходіл.

## Демографія
Згідно з переписом 2010 року, у переписній місцевості мешкало 290 осіб у 129 домогосподарствах у складі 67 родин. Густота населення становила 16 осіб/км².  Було 135 помешкань (7/км²).
Расовий склад населення:
| - 88,6 % — білих - 2,1 % — азіатів - 0,7 % — корінних американців - 0,3 % — чорних або афроамериканців - 2,8 % — осіб інших рас |

До двох чи більше рас належало 5,5 %. Частка іспаномовних становила 4,8 % від усіх жителів.
За віковим діапазоном населення розподілялося таким чином: 19,0 % — особи молодші 18 років, 65,8 % — особи у віці 18—64 років, 15,2 % — особи у віці 65 років та старші. Медіана віку мешканця становила 49,0 року. На 100 осіб жіночої статі у переписній місцевості припадало 88,3 чоловіків;  на 100 жінок у віці від 18 років та старших — 92,6 чоловіків також старших 18 років.
За межею бідності перебувало 9,9 % осіб, у тому числі 0,0 % дітей у віці до 18 років та 4,9 % осіб у віці 65 років та старших.
Цивільне працевлаштоване населення становило 172 особи. Основні галузі зайнятості: освіта, охорона здоров'я та соціальна допомога — 36,6 %, науковці, спеціалісти, менеджери — 18,6 %, роздрібна торгівля — 11,0 %, мистецтво, розваги та відпочинок — 10,5 %.